# Anacamptis lloydiana
Anacamptis lloydiana är en orkidéart som först beskrevs av Georges Rouy, och fick sitt nu gällande namn av H.Kretzschmar, Eccarius och Helga Dietrich. Anacamptis lloydiana ingår i släktet salepsrötter, och familjen orkidéer. Inga underarter finns listade i Catalogue of Life.